# گونزالو گودوی

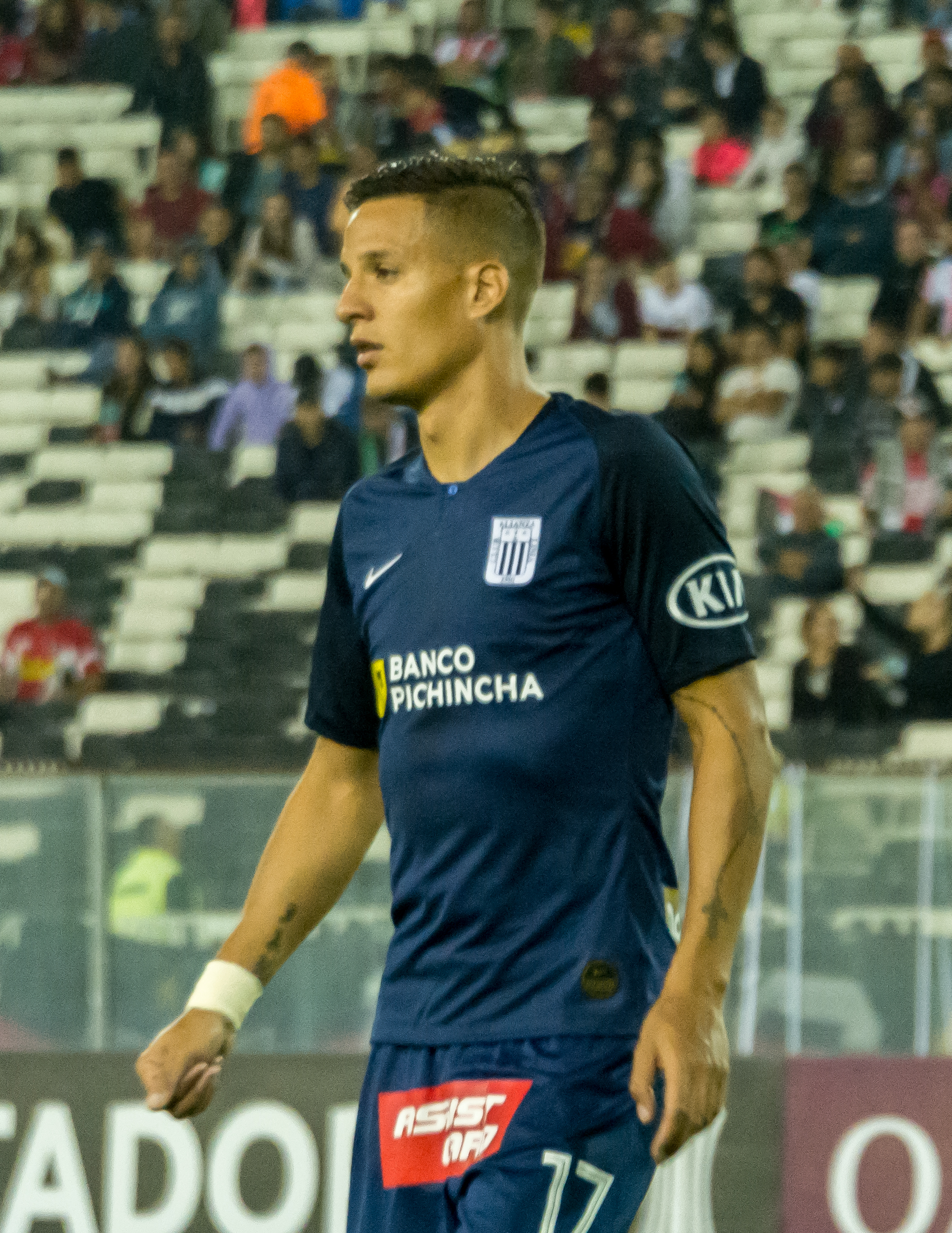
گونزالو گودوی در سال ۲۰۱۹

گونزالو گودوی (اسپانیایی: Gonzalo Godoy‎؛ زادهٔ ۱۷ ژانویهٔ ۱۹۸۸) بازیکن فوتبال اهل اروگوئه است.

## باشگاهی
از باشگاه‌هایی که در آن بازی کرده‌است می‌توان به باشگاه فوتبال ناسیونال اروگوئه و باشگاه فوتبال لیورپول (مونته‌ویدئو) اشاره کرد.